# Nowickia brevipalpis
Nowickia brevipalpis là một loài ruồi trong họ Tachinidae.